# 前田芝麻蝸牛
前田芝麻蝸牛（学名：Diplommatina maedai）为芝麻蝸牛科芝麻蝸牛屬下的一个种。該物種主要分布於臺灣東部、中部的花蓮縣壽豐，嘉義縣阿里山等地區。該物種的名稱來自於採集者前田正吉。